# Nemeiske lege
 Der er for få eller ingen kildehenvisninger i denne artikel, hvilket er et problem. Du kan hjælpe ved at angive troværdige kilder til de påstande, som fremføres i artiklen.

De Nemeiske Lege var en af de fire antikke græske sportsarrangementer. De blev afholdt i Nemea hvert andet år.
De Nemeiske Lege blev ligesom de Isthmiske Lege i Korinth afholdt hvert andet år, dvs. året før og året efter afholdelsen af antikkens olympiske lege i Olympia. Ligesom det var tilfældet med De Olympiske Lege, blev de afholdt for at ære guden Zeus. Ifølge visse legender blev De Nemeiske Lege grundlagt af Herakles efter at han havde besejret den nemeiske løve, mens andre myter hævder at legene stammer fra et begravelsesritual tilknyttet begravelsen af et barn ved navn Opheltes. Ifølge kendte historiske kilder, har legene fundet sted siden det 6. årh. før vor tidsregning.
Vinderne af de enkelte sportslege modtog en sejrskrans bundet af vandplanten Valisneria, hentet fra byen Argos.